# Gilles Sunu
Gilles Sunu (Châteauroux, 30 de març de 1991) és un futbolista professional francès que el 2015 juga per l'Angers Sporting Club de l'Ouest.